# Óleo de haxixe

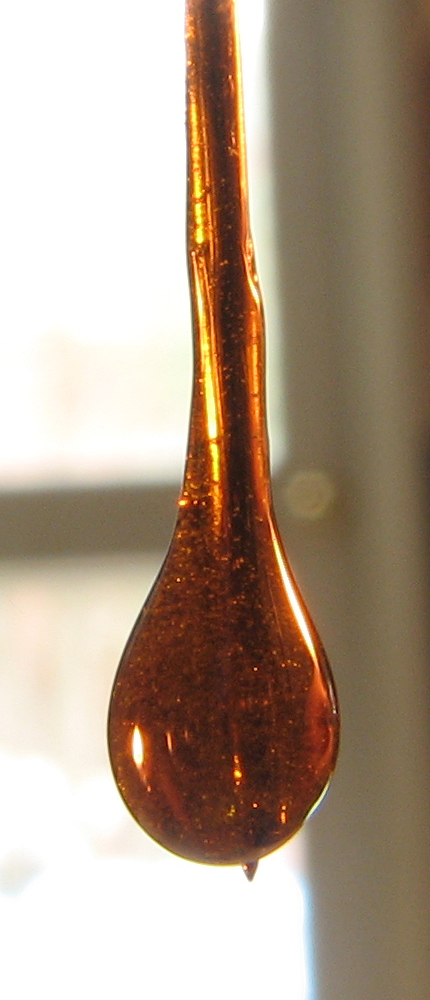
Close de uma gota de óleo de haxixe na ponta de uma agulha

Óleo de haxixe ou óleo de Cannabis (em inglês: hash oil) é um substancia extraída das plantas Cannabis sativa ou Cannabis indica que por sua aparência semilíquida, viscosa e resinosa recebe este nome. É composta de  canabinóides , como o THC e CBD e utilizada como os mesmos fins  da planta in natura, ou seja efeito psicotrópico e também, especialmente as sementes, com fins nutricionais.
O potencial de uso medicinal do óleo de cânhamo ou cannabis tem sido comprovado para muitas patologias especialmente neurológicas e parece estar associada ao canabidiol., Seu efeito, especialmente o preparado conhecido como Rick Simpson Oil, sobre as diversas formas de câncer, apesar do relativamente reconhecido efeito analgésico, paliativo do uso da Cannabis e dos diversos casos anedóticos referidos de ação anti-tumoral e protetora com resultados favoráveis inclusive em estudos pré-clínicos, contra alguns tipos de tumor é visto com maior restrição.
Não são conhecidos casos de overdose, mesmo com o uso de óleo de haxixe.

## Extração e produtos
O óleo da cannabis é obtido através de destilação ou extração com solventes de origem orgânica (álcool, acetona, butano, etc.) posteriormente evaporados. A forma concentrada da resina de cannabis é chamado óleo de haxixe, embora o Haxixe ou Charas de origem oriental corresponda à ao exsudato resinoso seco, extraído apenas dos tricomas, das inflorescências fêmeas da Cannabis. Óleo negro, o petróleo indiano, óleo vermelho, óleo de mel, cereja leb e Afghani são alguns dos nomes comuns de óleo de haxixe. Em comparação com outros produtos de cannabis, óleo de hash é mais potente porque as resinas puras de marijuana apenas são extraídos a partir do material vegetal. [carece de fontes?] Muitos usuários de maconha preferem óleo de haxixe por causa de sua potência e longa duração do efeito. A obtenção de óleo de haxixe envolve um processo semelhante ao de fazer a mistura. No entanto, ao fazer a mistura de óleo, o processo é feito repetidamente. [carece de fontes?]

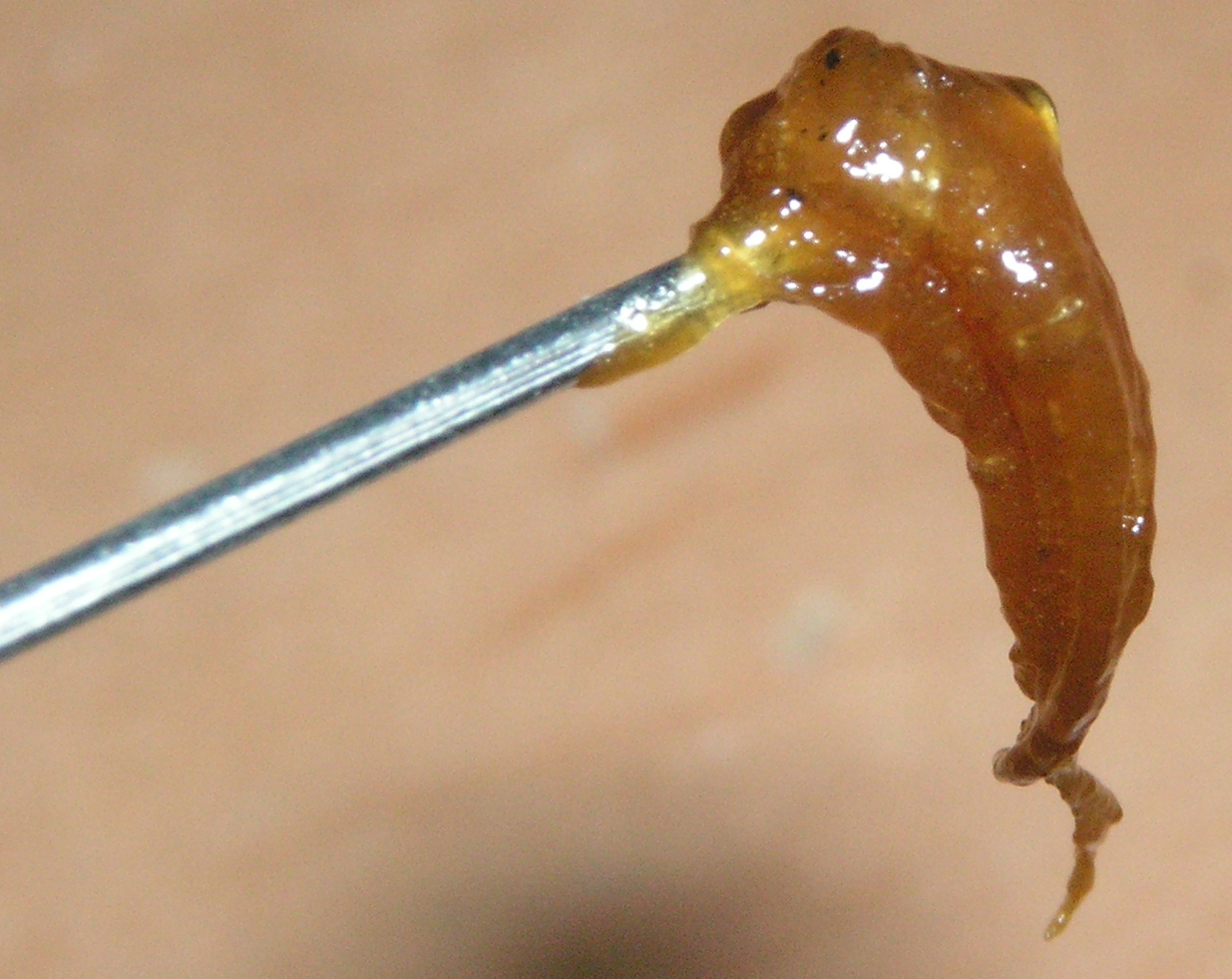
Extrato bruto da Cannabis em butano

A resina de cannabis é onde se concentra o tetrahidrocanabinol (THC). A partir desta resina  pode ser extraído um óleo com efeito psicotrópico mais forte. Apenas dois ou três "puffs" como se diz em gíria, fumando misturas do óleo de haxixe, já se "faz a cabeça". Para os iniciantes, óleo de haxixe não é recomendado, pois seu efeito é cerca de 10 vezes mais forte do que fumar um cigarro comum de maconha. Para aumentar a potência do fumo com o óleo de haxixe, basta colocar gota a gota sobre o cigarro ou outro dispositivos de fumar maconha que geram um líquido viscoso com potencial risco de efeito prejudicial ao organismo. As restrições legais a estes produtos são as mesmas que se tem ao comércio e cultivo da planta. 
O óleo pode conter um teor de THC que varia entre 20% e 60%.
Para ser consumido é misturado ao material vegetal da própria planta aumentando assim sua potência ou introduzido em aparelhos vaporizadores ou "vapes". Também pode ser adicionado a alimentos e bebidas. O extrato gorduroso do haxixe por exemplo, segundo Baudelaire (1821-1867)  é transformado em confeitos (daguamasca) de dois a quatro gramas aos quais se adicionam açúcar e diversas fragrâncias tais quais: baunilha, pistache, amêndoa, almíscar e às vezes, segundo ele, um pouco de cantárida com uma finalidade que nada tem em comum com os resultados frequentes do haxixe.

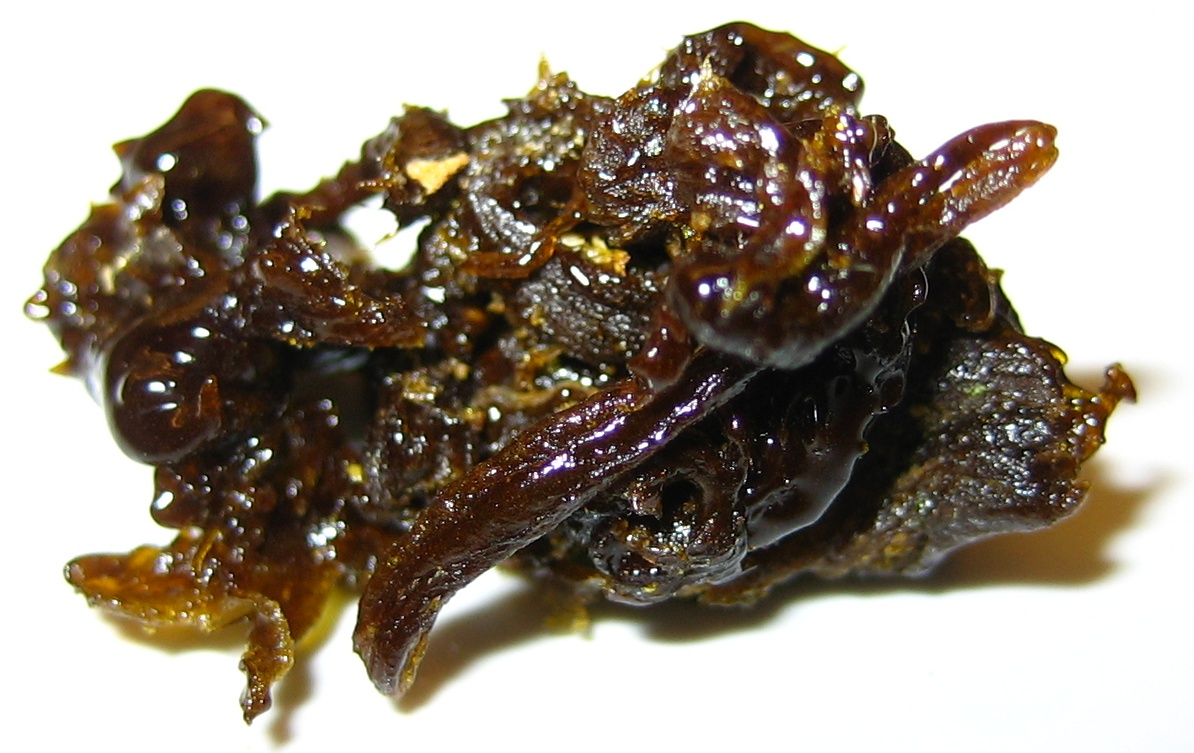
Extrato purificado de cânhamo (hemp)
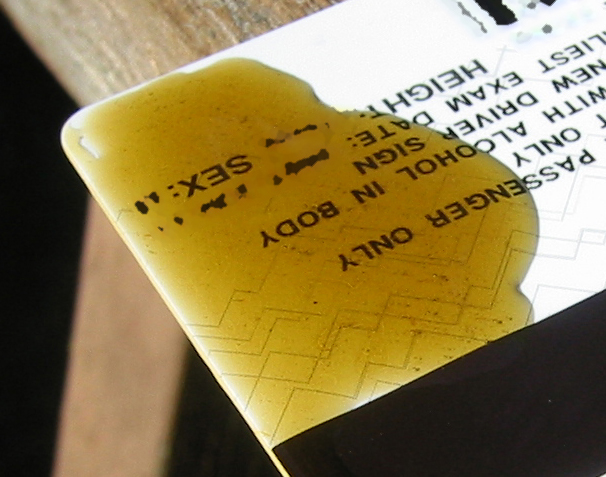
Óleo semi-líquido de Cannabis
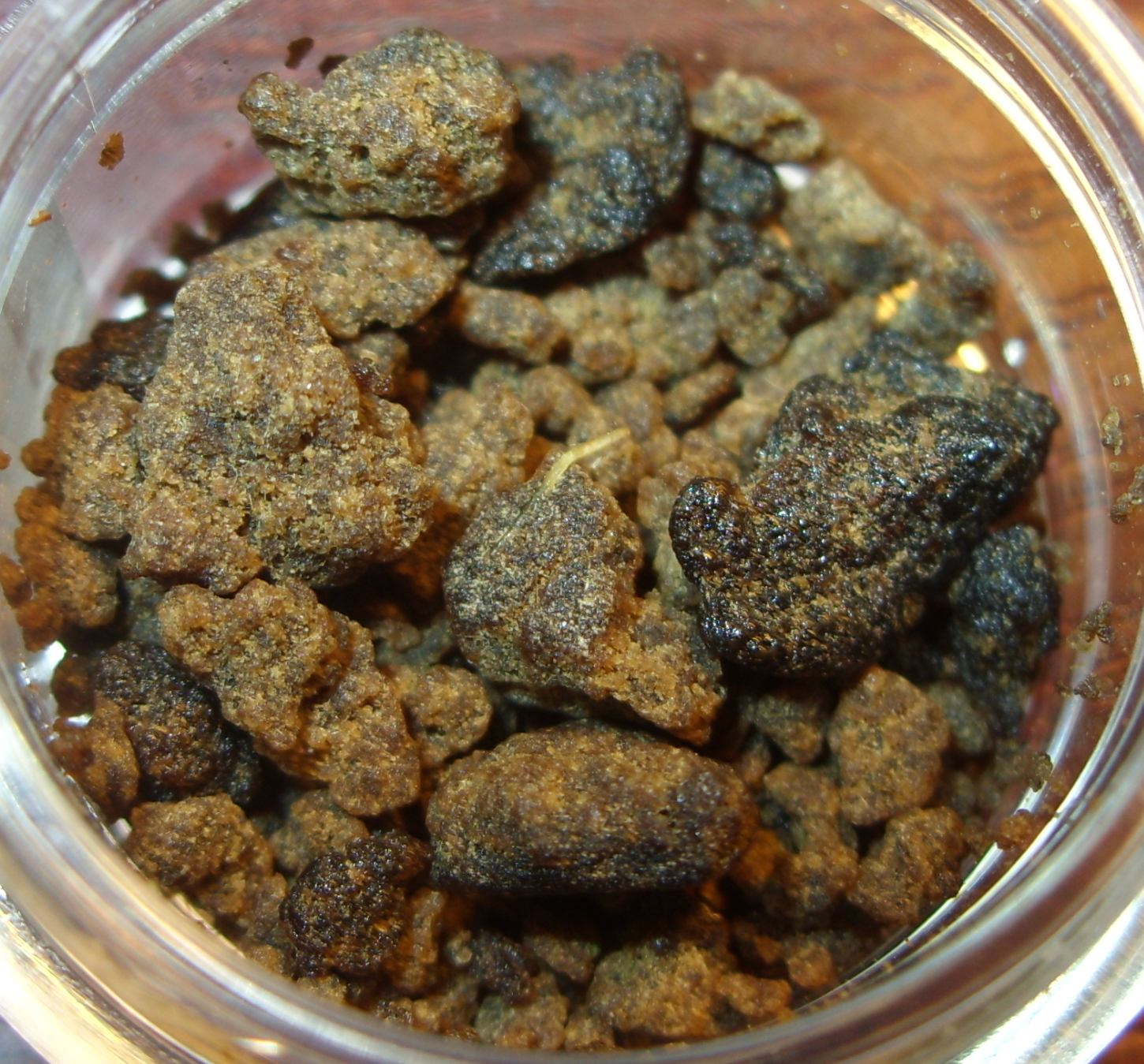
Haxixe preparado para uso médico
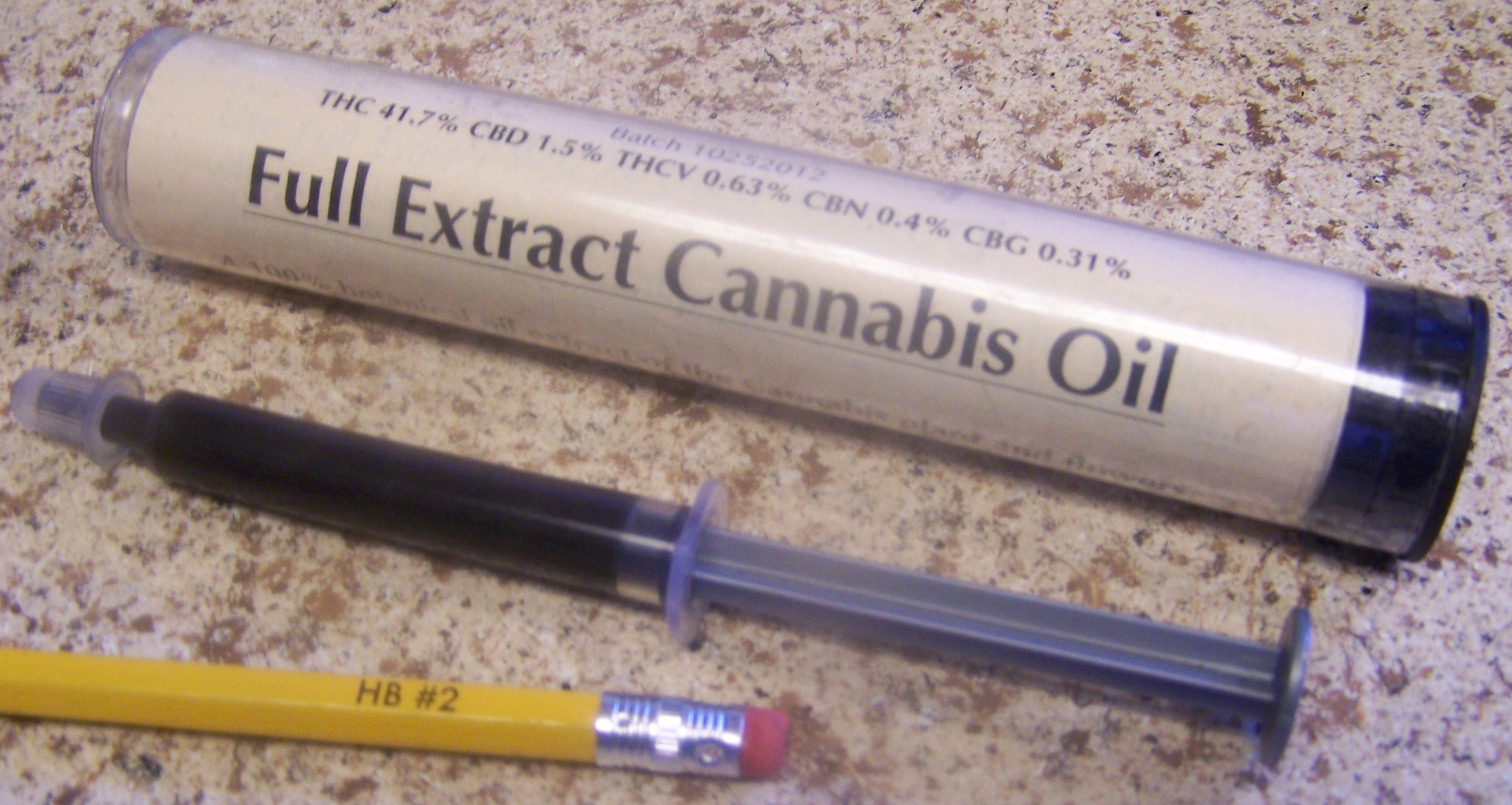
Óleo Cannabis p/ uso medicinal